# Get the Balance Right!
Get the Balance Right! ist ein Lied von Depeche Mode. Es erschien im Januar 1983 als Single, jedoch nicht regulär auf einem Studioalbum. 1985 erschien es auf der Kompilation The Singles 81 – 85.

## Entstehung
Der Synthpop-Song wurde von Martin Gore geschrieben und von der Band mit Daniel Miller, dem Gründer des Labels Mute Records, produziert. Er wurde mit diesem im Dezember 1982 in den Blackwing Studios in London aufgenommen.

## Veröffentlichung und Rezeption
Get the Balance Right! erschien im Januar 1983. Der Song erreichte Platz 13 in Großbritannien. Auch in Deutschland konnte sich die Single auf Chartrang 38 platzieren. Die B-Seite war The Great Outdoors!, ein Instrumental, das außer von Gore von Alan Wilder mitgeschrieben wurde, der nun offizielles Bandmitglied war. Es existieren zwei verschiedene Versionen von Get the Balance Right!, eine Singleversion sowie die längere 12"-Version. Die Maxisingle enthält zudem Tora! Tora! Tora! (Live), den ersten Live-Song auf einer Depeche-Mode-Single.

## Musikvideo
Regisseur des Musikvideos war Kevin Hewitt. Am Anfang des Videos ist zu sehen, wie Alan Wilder zur Stimme von Dave Gahan seine Lippen bewegt. Der Regisseur nahm an, dieser wäre der Frontmann. Die Band traute sich aber nicht, ihn auf den Irrtum hinzuweisen.
Es wurde bei YouTube über 6 Millionen Mal abgerufen (Stand: Februar 2024).